# The Bilestoad
The Bilestoad est un jeu vidéo de combat développé par Marc Goodman et publié par Datamost en 1982 sur Apple II avant d'être porté sur Commodore 64. Le jeu se déroule au XXVe siècle dans un monde dominé par les ordinateurs. Pour distraire l’humanité, et ainsi limiter les risques de révoltes, les machines organisent des combats qui opposent deux robots, armés d’une hache et d’un bouclier. Dans le jeu, chaque combattant peut être contrôlé par un joueur ou l’ordinateur. Le joueur visualise le combat en vue du dessus et contrôle son robot avec le joystick et le clavier. Trois mini-cartes sur la droite de l’écran indiquent la position des combattants sur l’îles. Rétrospectivement, The Bilestoad est considéré par le magazine Retro Gamer comme un des vingt meilleurs jeux disponible sur Apple II. Il a notamment inspiré les concepteurs de Die by the Sword (en).